# عباس أباد بالا (مقاطعة فارياب)
عباس أباد بالا (بالفارسية: موتور عباس‌آباد بالا حور) هي مستوطنة تقع في البلدة المركزية في إيران. يقدر عدد سكانها بـ 274 نسمة بحسب إحصاء 2016.